# Lapad
Lapad je gozdnati polotok in vzhodno predmestje Dubrovnika nasproti pristanišča Gruž. Na Lapadu, ki je okoli 5 km oddaljen od Dubrovnika so najlepše dubrovniške plaže. Tu je zgrajeno tudi veliko število hotelov, vil, letoviških hiš in druge turistične
infrastrukture.

## Zgodovina
V preteklosti je bil Lapad predel s številnimi  renesančnimi letoviškimi hišami, od katerih je najbolj znana dvorec Petra Sorkočevića. Ta  enonadstropna hiša, ki stoji ob vznožju z gozdom poraslega griča ob sami obali je bila zgrajena koncem 16. stol.
v gotsko - renesančnem slogu. Pritljičje hiše je zgrajeno v renesančnem, nadstropje pa v gotskem slogu. Vrt okoli hiše je zgrajen v dveh etažah in ima bujno mediteransko vegetacijo. Na vrtu je velik ribnik. Hiša in vrt pa so ograjeni z visokim zidom. Sedaj je v Sarkočevićevi letoviški hiši zavod za zgodovinske vede Hrvaške akademije znanosti in umetnosti.
Na Lapadu stoji znana cerkev sv.Mihaela, ter ob njej staro pokopališče dubrovniških vlastelinov. Cerkev Milostne Matere božje je zaobljubna cerkev. V tej cerkvi je velika zbirka zaobljubljenih slik starih ladij

## Naselja
Lapad je razdeljen na več naselij:
- Batala
- Solitudo
- Lapadska obala
- Babin Kuk
- Uvala Lapad
- Montovjerna
- Račica
- Gorica Sv. Vlaha
- Medarevo